# Modì (film)
Modì è un film del 1989 diretto da Franco Brogi Taviani e basato sulla vita del pittore italiano Amedeo Modigliani. È la versione cinematografica di Modì - Vita di Amedeo Modigliani, trasmesso dalla Rai in tre parti dal 4 al 6 ottobre 1989.